# Bem-estar
O bem-estar, também conhecido como valor prudencial ou qualidade de vida, refere-se ao que é intrinsecamente valioso em relação a alguém. Portanto, o bem-estar de uma pessoa é o que é, em última instância, bom para essa pessoa, o que é do interesse próprio dessa pessoa. Bem-estar pode se referir tanto ao bem-estar positivo quanto ao negativo. Em seu sentido positivo, às vezes é contrastado com o mal-estar como seu oposto.
O conceito de "bem-estar subjetivo" (BES) denota como as pessoas experimentam e avaliam suas vidas, geralmente medido em relação ao bem-estar autorreferido obtido através de questionários.  Outros diferentes tipos de bem-estar são distinguidos, como bem-estar mental, bem-estar físico, bem-estar econômico ou bem-estar emocional. As diferentes formas de bem-estar são muitas vezes intimamente interligadas. Por exemplo, a melhoria do bem-estar físico (como reduzindo ou cessando um vício) está associada à melhoria do bem-estar emocional. Como outro exemplo, um melhor bem-estar econômico (por exemplo, possuir mais riqueza) tende a estar associado a um melhor bem-estar emocional mesmo em situações adversas como a pandemia de COVID-19. O bem-estar desempenha um papel central na ética, já que o que devemos fazer depende, pelo menos até certo ponto, do que melhoraria ou pioraria a vida de alguém. De acordo com o bem-estarismo, não há outros valores além do bem-estar.
Os termos bem-estar, prazer e felicidade são usados de maneira sobreposta na linguagem cotidiana, mas seus significados tendem a se separar em contextos técnicos como filosofia ou psicologia. O prazer refere-se à experiência que se sente bem e é geralmente visto como um constituinte do bem-estar. Mas pode haver outros fatores, como saúde, virtude, conhecimento ou a realização de desejos. A felicidade, muitas vezes vista como "o excesso da experiência agradável sobre a desagradável" ou como o estado de satisfação com a própria vida como um todo, também é comumente considerada um constituinte do bem-estar.
O bem-estar é o tema central da psicologia positiva, cujo objetivo é descobrir os fatores que contribuem para o bem-estar humano. Martin Seligman, por exemplo, sugere que estes fatores consistem em ter emoções positivas, estar envolvido em uma atividade, ter boas relações com outras pessoas, encontrar sentido na vida e ter um senso de realização na busca de seus objetivos.

## Teorias do bem-estar
As teorias de bem-estar tentam determinar o que é essencial para todas as formas de bem-estar. As teorias hedonistas equiparam o bem-estar com uma maior quantidade de prazer sobre a dor. As teorias do desejo sustentam que o bem-estar consiste na satisfação de desejos: quanto maior o número de desejos satisfeitos, maior o bem-estar. As teorias de listas objetivas afirmam que o bem-estar de uma pessoa depende de uma lista de fatores que podem incluir tanto elementos subjetivos quanto objetivos. 
O bem-estar de uma pessoa é o que é bom para essa pessoa. As teorias de bem-estar tentam determinar quais características de um estado são responsáveis por esse estado contribuir para o bem-estar da pessoa. As teorias do bem-estar são frequentemente classificadas em teorias hedonistas, teorias do desejo e teorias de listas objetivas. As teorias hedonistas e as teorias do desejo são teorias subjetivas. Segundo elas, o grau de bem-estar de uma pessoa depende dos estados mentais subjetivos e das atitudes dessa pessoa. As teorias de listas objetivas, por outro lado, permitem que as coisas possam beneficiar uma pessoa independentemente das atitudes subjetivas dessa pessoa em relação a essas coisas.
Para as teorias hedonistas, os estados mentais em questão são experiências de prazer e dor. Um exemplo de tal relato pode ser encontrado nas obras de Jeremy Bentham, onde se sugere que o valor das experiências depende apenas de sua duração e da intensidade de prazer ou dor presente nelas. Vários contra-exemplos foram formulados contra este ponto de vista. Eles geralmente envolvem casos em que o senso comum indica que opções com um menor prazer agregado são preferíveis, por exemplo, que os prazeres intelectuais ou estéticos são superiores aos prazeres sensoriais, ou que seria imprudente entrar na máquina de experiências de Robert Nozick. Estes contra-exemplos não são argumentos irrefutáveis, mas o proponente das teorias hedonistas enfrenta o desafio de explicar por que o senso comum nos engana nos casos problemáticos.
As teorias do desejo podem evitar alguns dos problemas das teorias hedonistas ao sustentar que o bem-estar consiste na satisfação de desejos: quanto maior o número de desejos satisfeitos, maior o bem-estar. Um problema para algumas versões da teoria do desejo é que nem todos os desejos são bons: alguns desejos podem até ter consequências terríveis para o agente. Os teóricos do desejo tentaram evitar esta objeção, sustentando que o que importa não são os desejos reais, mas os desejos que o agente teria se estivesse completamente informado.
As teorias de listas objetivas afirmam que o bem-estar de uma pessoa depende de uma variedade de bens objetivos básicos. Estes bens também podem incluir fatores subjetivos como o excesso de prazer sobre a dor ou a satisfação de desejos, além de fatores que são independentes das atitudes do sujeito, como a amizade ou ter virtudes. As teorias de listas objetivas enfrentam o problema de explicar como os fatores independentes do sujeito podem determinar o bem-estar de uma pessoa, mesmo se a pessoa não se importa com esses fatores. Outra objeção diz respeito à seleção desses fatores. Teóricos diferentes forneceram combinações muito diferentes de bens objetivos básicos. Estes agrupamentos parecem constituir seleções arbitrárias, a menos que um critério claro possa ser fornecido por que todos e apenas os itens dentro de suas seleções são fatores relevantes.

## Componentes
Jens Asendorpf e Eugênia Araújo Simão (2004) sugere a seguinte nomenclatura: em um primeiro nível, o bem-estar se desdobra em uma componente cognitiva chamada de "satisfação com a vida" (em inglês, life-satisfaction) e uma componente afetiva chamada "felicidade" (aqui em sentido restrito, psicológico, em inglês happiness). Assim, uma pessoa pode pensar ou saber que está bem, mas não se sentir bem. A componente afetiva se desdobra por sua vez em uma tendência de a pessoa experimentar sensações positivas ("afetividade positiva") e uma tendência a experimentar sensações negativas ("afetividade negativa"). Essas duas disposições são independentes, de forma que há pessoas tanto com uma afetividade geral baixa (ou seja, que raramente experimentam tanto sensações positivas como negativas) quanto com uma afetividade geral alta (e, assim, frequentemente experimentam sensações tanto positivas quanto negativas). Afetividade negativa e positiva não referem-se, no entanto, apenas à frequência de tais experiências, mas também à sua intensidade cada uma é composta assim de duas disposições distintas, que, no entanto, possuem grande correlação entre si.
Uma alta afetividade positiva está em correlação com um alto nível de extroversão enquanto que um alto nível de afetividade negativa em correlação com um alto nível de neuroticismo (ver temperamento). Importante é observar que as duas disposições descritas não se referem à experiência de sensações positivas ou negativas em uma determinada situação, mas a uma tendência estável característica da pessoa que se mostra em diferentes situações.
Já Ryff e Keyes (1995) propuseram uma outra hierarquia de disposições ligadas ao bem-estar. Segundo eles, podem-se diferenciar seis fatores distintos do bem-estar:
- "Autoaceitação"
- A sensação de se ter "controle sobre o ambiente"
- A sensação de se viver uma "vida cheia de sentido"
- A busca de "crescimento pessoal"
- "Relações sociais positivas"
- "Autonomia"

## Bem-estarismo
O bem-estarismo (welfarism) é uma teoria do valor baseada no bem-estar. Afirma que o bem-estar é a única coisa que tem valor intrínseco, ou seja, que é bom em si mesmo e não apenas bom como meio para outra coisa. Nesta visão, o valor de uma situação ou se uma alternativa é melhor que outra depende apenas dos graus de bem-estar de cada entidade afetada. Todos os outros fatores são relevantes para o valor apenas na medida em que têm um impacto no bem-estar de alguém. O bem-estar em questão geralmente não se restringe ao bem-estar humano, mas inclui também o bem-estar animal.
Diferentes versões do bem-estarismo oferecem diferentes interpretações da relação exata entre bem-estar e valor. Os bem-estaristas puros (pure welfarists) oferecem a abordagem mais simples, sustentando que apenas o bem-estar global importa, por exemplo, como a soma total do bem-estar de todos. Esta posição foi criticada de várias maneiras. Por um lado, foi argumentado que algumas formas de bem-estar, como os prazeres sensoriais, são menos valiosas do que outras formas de bem-estar, como os prazeres intelectuais. Por outro lado, certas intuições indicam que o que importa não é apenas a soma total, mas também como os graus individuais de bem-estar são distribuídos. Há uma tendência a preferir distribuições iguais, onde todos têm aproximadamente o mesmo grau, em vez de distribuições desiguais, onde há uma grande divisão entre pessoas felizes e infelizes, mesmo que o bem-estar global seja o mesmo. Outra intuição em relação à distribuição é que as pessoas que merecem bem-estar, como os moralmente retos, deveriam desfrutar de graus mais elevados de bem-estar que os não merecedoros.
Estas críticas são abordadas por outra versão do bem-estarismo: o bem-estarismo impuro (impure welfarism). Os bem-estaristas impuros concordam com os bem-estaristas puros que tudo o que importa é o bem-estar. Mas eles permitem que outros aspectos do bem-estar, além de seu grau global, tenham um impacto sobre o valor, por exemplo, como o bem-estar é distribuído. Os bem-estaristas puros às vezes argumentam contra essa abordagem, já que parece desviar-se do princípio central do bem-estarismo: que apenas o bem-estar é intrinsecamente valioso. Mas a distribuição do bem-estar é uma relação entre entidades e, portanto, não é intrínseca a nenhuma delas.
Algumas objeções baseadas em contra-exemplos são dirigidas contra todas as formas de bem-estarismo. Muitas vezes se concentram na ideia de que há outras coisas além do bem-estar que têm valor intrínseco. Exemplos putativos incluem o valor da beleza, virtude ou justiça. Tais argumentos são frequentemente rejeitados pelos bem-estaristas que sustentam que as coisas citadas não seriam valiosas se não tivessem relação com o bem-estar. Isso é muitas vezes estendido a um argumento positivo em favor do bem-estarismo baseado na afirmação de que nada seria bom ou ruim em um mundo sem seres sencientes. Neste sentido, os bem-estaristas podem concordar que os exemplos citados são valiosos de alguma forma, mas discordam que são intrinsecamente valiosos.
Alguns autores veem o bem-estarismo como incluindo a tese ética de que a moralidade depende fundamentalmente do bem-estar. Nesta visão, o bem-estarismo também está comprometido com a afirmação consequencialista de que ações, políticas ou regras devem ser avaliadas com base em como suas consequências afetam o bem-estar de todos.